# Альба-Адриатика
Альба-Адриатика (итал. Alba Adriatica) — город в Италии, расположен в регионе Абруццо, подчинён административному центру Терамо.
Население составляет 10 374 человека, плотность населения составляет 1153 чел./км². Занимает площадь 9 км². Почтовый индекс — 64011. Телефонный код — 00861.
Значимый курорт на побережье Адриатического моря. Альба-Адриатике 13 раз вручался голубой флаг.
Покровительницей города считается святая великомученица Евфимия, празднование 16 сентября.